# Taylor Hall
Taylor Strba Hall (Calgary, 14 novembre 1991) è un hockeista su ghiaccio canadese.

## Carriera
In NHL ha indossato le maglie di Edmonton Oilers (2010-2012, 2013-2016) e New Jersey Devils (dal 2016).

## Palmarès

### Mondiali
- 2 medaglie:
  - 2 ori (Repubblica Ceca 2015; Russia 2016)